# Secrétaire d'État à la Culture, aux Médias et aux Sports du cabinet fantôme
Le secrétaire d'État au Numérique, à la Culture, aux Médias et aux Sports du cabinet fantôme est un membre du cabinet fantôme chargé de l'examen du secrétaire d'État à la Culture, des Médias et du Sport et de son ministère. 
Le poste est actuellement occupé par Thangam Debbonaire.

## Opposition officielle
| Secrétaires d'État pour le patrimoine national du cabinet fantôme                         | Secrétaires d'État pour le patrimoine national du cabinet fantôme | Secrétaires d'État pour le patrimoine national du cabinet fantôme | Secrétaires d'État pour le patrimoine national du cabinet fantôme | Secrétaires d'État pour le patrimoine national du cabinet fantôme | Secrétaires d'État pour le patrimoine national du cabinet fantôme |
| Nom                                                                                       | Nom                                                               | Début de mandat                                                   | Fin de mandat                                                     | Parti politique                                                   | Leader du parti                                                   |
| ----------------------------------------------------------------------------------------- | ----------------------------------------------------------------- | ----------------------------------------------------------------- | ----------------------------------------------------------------- | ----------------------------------------------------------------- | ----------------------------------------------------------------- |
|                                                                                           | Bryan Gould                                                       | 18 juillet 1992                                                   | 29 septembre 1992                                                 | Travailliste                                                      | John Smith                                                        |
|                                                                                           | Ann Clwyd                                                         | 29 septembre 1992                                                 | 21 octobre 1993                                                   | Travailliste                                                      | John Smith                                                        |
|                                                                                           | Mo Mowlam                                                         | 21 octobre 1993                                                   | 21 juillet 1994                                                   | Travailliste                                                      | John Smith                                                        |
|                                                                                           | Chris Smith                                                       | 21 juillet 1994                                                   | 19 octobre 1995                                                   | Travailliste                                                      | Tony Blair                                                        |
|                                                                                           | Jack Cunningham                                                   | 19 octobre 1995                                                   | 2 mai 1997                                                        | Travailliste                                                      | Tony Blair                                                        |
|                                                                                           | Virginia Bottomley                                                | 2 mai 1997                                                        | 11 juin 1997                                                      | Conservateur                                                      | John Major                                                        |
| Secrétaire d'État à la Culture, aux Médias et aux Sports du cabinet fantôme               |                                                                   |                                                                   |                                                                   |                                                                   |                                                                   |
| Nom                                                                                       | Nom                                                               | Début de mandat                                                   | Fin de mandat                                                     | Parti politique                                                   | Leader du Parti                                                   |
|                                                                                           | Francis Maude                                                     | 11 juin 1997                                                      | 1er juin 1998                                                     | Conservateur                                                      | William Hague                                                     |
|                                                                                           | Peter Ainsworth                                                   | 1er juin 1998                                                     | 18 septembre 2001                                                 | Conservateur                                                      | William Hague                                                     |
|                                                                                           | Tim Yeo                                                           | 18 septembre 2001                                                 | 23 juillet 2002                                                   | Conservateur                                                      | Iain Duncan Smith                                                 |
|                                                                                           | John Whittingdale                                                 | 23 juillet 2002                                                   | 6 novembre 2003                                                   | Conservateur                                                      | Iain Duncan Smith                                                 |
|                                                                                           | Julie Kirkbride                                                   | 6 novembre 2003                                                   | 19 juin 2004                                                      | Conservateur                                                      | Michael Howard                                                    |
|                                                                                           | John Whittingdale                                                 | 19 juin 2004                                                      | 6 mai 2005                                                        | Conservateur                                                      | Michael Howard                                                    |
|                                                                                           | Theresa May                                                       | 6 mai 2005                                                        | 8 décembre 2005                                                   | Conservateur                                                      | Michael Howard                                                    |
|                                                                                           | Hugo Swire                                                        | 8 décembre 2005                                                   | 2 juillet 2007                                                    | Conservateur                                                      | David Cameron                                                     |
|                                                                                           | Jeremy Hunt                                                       | 2 juillet 2007                                                    | 11 mai 2010                                                       | Conservateur                                                      | David Cameron                                                     |
|                                                                                           | Ben Bradshaw                                                      | 11 mai 2010                                                       | 8 octobre 2010                                                    | Travailliste                                                      | Harriet Harman                                                    |
|                                                                                           | Ivan Lewis                                                        | 8 octobre 2010                                                    | 7 octobre 2011                                                    | Travailliste                                                      | Ed Miliband                                                       |
|                                                                                           | Harriet Harman                                                    | 7 octobre 2011                                                    | 11 mai 2015                                                       | Travailliste                                                      | Ed Miliband                                                       |
|                                                                                           | Chris Bryant                                                      | 11 mai 2015                                                       | 13 septembre 2015                                                 | Travailliste                                                      | Harriet Harman                                                    |
|                                                                                           | Michael Dugher                                                    | 13 septembre 2015                                                 | 5 janvier 2016                                                    | Travailliste                                                      | Jeremy Corbyn                                                     |
|                                                                                           | Maria Eagle                                                       | 6 janvier 2016                                                    | 27 juin 2016                                                      | Travailliste                                                      | Jeremy Corbyn                                                     |
|                                                                                           | Kelvin Hopkins                                                    | 28 juin 2016                                                      | 7 octobre 2016                                                    | Travailliste                                                      | Jeremy Corbyn                                                     |
|                                                                                           | Tom Watson                                                        | 7 octobre 2016                                                    | 3 juillet 2017                                                    | Travailliste                                                      | Jeremy Corbyn                                                     |
| Secrétaire d'État au Numérique, à la Culture, aux Médias et aux Sports du cabinet fantôme |                                                                   |                                                                   |                                                                   |                                                                   |                                                                   |
| Nom                                                                                       | Nom                                                               | Début de mandat                                                   | Fin de mandat                                                     | Parti politique                                                   | Leader du Parti                                                   |
|                                                                                           | Tom Watson                                                        | 3 juillet 2017                                                    | 12 décembre 2019                                                  | Travailliste                                                      | Jeremy Corbyn                                                     |
|                                                                                           | Tracy Brabin                                                      | 7 janvier 2020                                                    | 6 avril 2020                                                      | Travailliste                                                      | Jeremy Corbyn                                                     |
|                                                                                           | Joanna Meriel Stevens                                             | 6 avril 2020                                                      | 29 novembre 2021                                                  | Travailliste                                                      | Keir Starmer                                                      |
|                                                                                           | Lucy Powell                                                       | 29 novembre 2021                                                  | 4 septembre 2023                                                  | Travailliste                                                      | Keir Starmer                                                      |
| Secrétaire d'État à la Culture, aux Médias et aux Sports du cabinet fantôme               |                                                                   |                                                                   |                                                                   |                                                                   |                                                                   |
| Nom                                                                                       | Nom                                                               | Début de mandat                                                   | Fin de mandat                                                     | Parti politique                                                   | Leader du Parti                                                   |
|                                                                                           | Thangam Debbonaire                                                | 4 septembre 2023                                                  | en cours                                                          | Travailliste                                                      | Keir Starmer                                                      |

## Libéraux-démocrates
| Nom              | Nom                                                                  | Début de mandat | Fin de mandat   | Leader du parti |
| ---------------- | -------------------------------------------------------------------- | --------------- | --------------- | --------------- |
|                  | Robert Maclennan                                                     | 13 mai 1997     | 15 octobre 1999 | Paddy Ashdown   |
|                  | Don Foster                                                           | 15 octobre 1999 | 11 mai 2010     | Charles Kennedy |
| Menzies Campbell | Don Foster                                                           | 15 octobre 1999 | 11 mai 2010     |                 |
| Vince Cable      | Don Foster                                                           | 15 octobre 1999 | 11 mai 2010     |                 |
| Nick Clegg       | Don Foster                                                           | 15 octobre 1999 | 11 mai 2010     |                 |
|                  | De 2010 à 2015, les libéraux-démocrates font partie du gouvernement. |                 |                 |                 |